# チェコスロバキア共産党中央委員会書記長
チェコスロバキア共産党中央委員会書記長（チェコスロバキアきょうさんとうちゅうおういいんかいしょきちょう）は、チェコスロバキア共産党の職務上の役職。最高責任者。チェコスロバキアはチェコスロバキア共産党の一党独裁体制であったため、実質的にチェコスロバキア国家元首に当たる役職となっている。
名称は1921年から1945年までは書記長（Generální tajemník）、1945年から1953年までは議長（Předseda）、1953年から1971年までは第一書記（První tajemník）、1971年から1989年は再び書記長（Generální tajemník）という流れである。

## 歴代書記長
| 代 | 氏名                         | 肖像 | 就任日         | 退任日         |
| -- | ---------------------------- | ---- | -------------- | -------------- |
| 1  | ヴァーツラフ・シュトゥルク   |      | 1921年         | 1922年         |
| 2  | アロイス・ムナ               |      | 1922年         | 1924年         |
| 3  | ヨゼフ・ハーケン             |      | 1924年         | 1926年         |
| 4  | ボフミル・イーレク           |      | 1925年         | 1929年         |
| 5  | クレメント・ゴットワルト     |      | 1929年6月4日   | 1945年1月5日   |
| 6  | ルドルフ・スラーンスキー     |      | 1945年1月5日   | 1951年9月6日   |
| 7  | アントニーン・ノヴォトニー   |      | 1953年3月14日  | 1968年1月5日   |
| 8  | アレクサンデル・ドゥプチェク |      | 1968年1月5日   | 1969年4月17日  |
| 9  | グスターフ・フサーク         |      | 1969年4月17日  | 1987年12月17日 |
| 10 | ミロシュ・ヤケシュ           |      | 1987年12月17日 | 1989年11月24日 |
| 11 | カレル・ウルバーネク         |      | 1989年11月24日 | 1989年12月20日 |
| 12 | ラディスラフ・アダメッツ     |      | 1989年12月20日 | 1990年9月1日   |